# Greg Louganis
Gregory Efthimios (Greg) Louganis (El Cajon, Californië, 29 januari 1960) is een Amerikaanse schoonspringer die in de jaren 80 van de vorige eeuw veel olympische successen boekte. Hij wordt nog altijd beschouwd als de succesvolste schoonspringer aller tijden.

## Jeugd
Louganis werd geboren in Californië uit een Samoaanse vader en een Zweedse moeder. Toen Greg negen maanden oud was, werd hij geadopteerd door een Amerikaanse boekhouder van Griekse afkomst (Pete Louganis), die getrouwd was met een Iers-Schotse boerendochter (Frances).
Toen Greg drie jaar was ging hij op gymnastiekles. Hij blonk daarin zo uit dat hij later ook acrobatiek en dans ging doen. Rond 10-jarige leeftijd begon hij met schoonspringlessen. Door een knieblessure stopte hij op 12-jarige leeftijd op advies van de dokter met gymnastiek, dans en acrobatiek, waarna hij zich volledig op schoonspringen ging richten.
De relatie met zijn vader was slecht. Vader Louganis was gesloten, ouderwets en autoritair, en was niet emotioneel geïnteresseerd in zijn kinderen. Bovendien wilde hij van zijn zoon een 'echte man' maken, en vond de acrobatiek- en dansambities van Greg maar niks. Hij legde een prestatiedruk op zijn zoon, en mishandelde de 11-jarige Greg met een riem toen hij een nieuwe sprong niet durfde uit te voeren.
Ook op school had Greg een moeilijke tijd. Hij leverde slechte schoolprestaties door dyslexie en werd gepest door zijn 'anders zijn'. Hierdoor leed Greg aan ernstige depressies. Op 12-jarige leeftijd deed hij een zelfmoordpoging met medicijnen van zijn moeder, die echter zo amateuristisch was uitgevoerd dat het aanvankelijk niet werd opgemerkt door zijn ouders. Op 18-jarige leeftijd deed hij nogmaals een zelfmoordpoging, dit keer met 'recreational drugs'. Ook deze poging mislukte.

## Olympische successen
In 1975 begon hij te trainen voor deelname aan de Olympische Spelen in 1976 (Montreal), en vlak voor de Spelen werd hij uitgeroepen tot Amerika's beste schoonspringer, op 16-jarige leeftijd. Op de Spelen zelf was Louganis nog te onervaren om de toenmalige meervoudige olympisch kampioen Klaus Dibiasi te verslaan, maar hij won een zilveren medaille.
Omdat de Olympische Spelen van 1980 in Moskou werden geboycot door de VS, wegens de Russische inval in Afghanistan, moest Louganis deze Spelen overslaan. Op de daaropvolgende Wereldkampioenschappen in 1982 in Ecuador, versloeg hij de olympisch kampioen van 1980, Alesandr Portnov, met zeer grote afstand, waardoor Louganis met gemak wereldkampioen werd op de 3-meter springplank. Ook op het 10-meter platform werd Louganis toen wereldkampioen. Een van zijn sprongen behaalde zelfs de 100% score van zeven tienen.
In 1984 mocht Louganis zich eindelijk weer bewijzen op de Olympische Spelen (in Los Angeles), en dat is precies wat hij deed. Niet alleen behaalde hij gouden medailles op de twee onderdelen waarop hij meedeed (3-meterspringplank en 10-meterplatform), hij verbrak ook nog eens alle records door op beide onderdelen meer dan 700 punten te behalen.
Tijdens de Olympische Spelen in Seoul in 1988 ging hij gebukt onder zware persoonlijke problemen, door seksueel misbruik binnen een ongelukkige liefdesrelatie en doordat hij vlak voor de Spelen het bericht kreeg dat hij hiv-positief was. Tijdens de voorwedstrijden op 19 september 1988 stootte Louganis zijn hoofd aan de 3-meterplank, hetgeen het wereldnieuws haalde. Door de pijn en stress sliep hij slechts drie uur tussen de voorwedstrijden en de finale. Desondanks wist hij tijdens die finale (3-meterplank) toch de gouden medaille te winnen. Ook de 10-meter-platform-competitie wist hij nog te winnen, zij het met een zeer kleine voorsprong op de chinees Xiong Ni.
En zo ging Louganis opnieuw met twee gouden medailles naar huis. Het waren zijn laatste. Kort na de Spelen maakte Louganis bekend te stoppen met schoonspringen.

## Homoseksueel en hiv
Tijdens tv-interviews in 1995 met Oprah Winfrey en Barbara Walters, maakte Greg Louganis bekend homoseksueel en met hiv besmet te zijn. Omdat de diagnose hiv+ al in 1988 was vastgesteld, nog voordat hij zijn hoofd stootte tijdens de Olympische Spelen in Seoul, ontstond veel ophef over de mogelijkheid dat hiv-besmet bloed in het zwemwater terecht was gekomen. Dit kon echter door zijn coach en arts worden tegengesproken.
Na het stoppen met schoonspringen hield Louganis diverse redevoeringen over de acceptatie van mensen met hiv. Zelf heeft hij het virus met medicijnen weten te onderdrukken.
In 1995 gaf Louganis zijn autobiografie Breaking The Surface uit, die vijf weken lang op nummer één stond in de bestsellerlijst van de New York Times. Het boek werd in 1996 verfilmd.

## Later leven
Al tijdens zijn sportcarrière besteedde Louganis ook energie aan acteren en theater. Na het beëindigen van zijn schoonspringloopbaan heeft hij zich daar meer op toegelegd. Zijn eerste optreden voor publiek was in 1993 in het toneelstuk Jeffrey van Paul Rudnick. Ook heeft hij in films gespeeld, waaronder Touch Me (1997) en Watercolors (2008).
Daarnaast houdt hij zich intensief met honden bezig en doet hij mee aan hondencompetities.